# Madballs
Madballs is een computerspel dat werd ontwikkeld door Denton Designs en uitgegeven door Ocean Software. Het spel kwam uit in 1987. Het spel is een horizontaal scrollend actiespel.

## Ontvangst
| Beoordeeld door                       | Jaar | Platform     | Score |
| ------------------------------------- | ---- | ------------ | ----- |
| ACE (Advanced Computer Entertainment) | 1988 | Commodore 64 | 83%   |
| The Games Machine (UK)                | 1987 | Commodore 64 | 72%   |
| Power Play                            | 1988 | Commodore 64 | 30%   |